# El padrino y el pretendiente
El padrino y el pretendiente es un sainete de Ramón de la Cruz, compuesto en 1781, incluido en el tomo VIII de la primitiva colección de 1786, en la de Durán y en el tomo II de la colección editada por Cotarelo y Mori ,formando parte de la Nueva biblioteca de Autores Españoles.

## Argumento
El asunto del sainete es demostrar que el hablar sin tino hace que se pierdan las más fundadas pretensiones. Una marquesa que emplea su influencia en favorecer a sus amigos, proporcionándoles empleo para ellos o sus protegidos, recibe la visita de un comendador, que figura en el número de sus antiguas amistades, para recomendarle a un teniente inválido que solicita una pensión.
El padrino alecciona al pretendiente, mientras que la marquesa se emperifolla, recomendándole que hable poco y con prudencia, pues la dueña de la casa se encuentra delicada y además aborrece a los charlatanes. Pero el teniente se dispara a relatarle su historia, sin que sean capaces de atajarle los esfuerzos de la marquesa y el comendador, quienes acaban por dejarle con la palabra en la boca, sin que el charlatán enmudezca, pues prosigue monologueando, haciéndose cruces de que le hayan censurado su exceso de charla.